# Чьерна

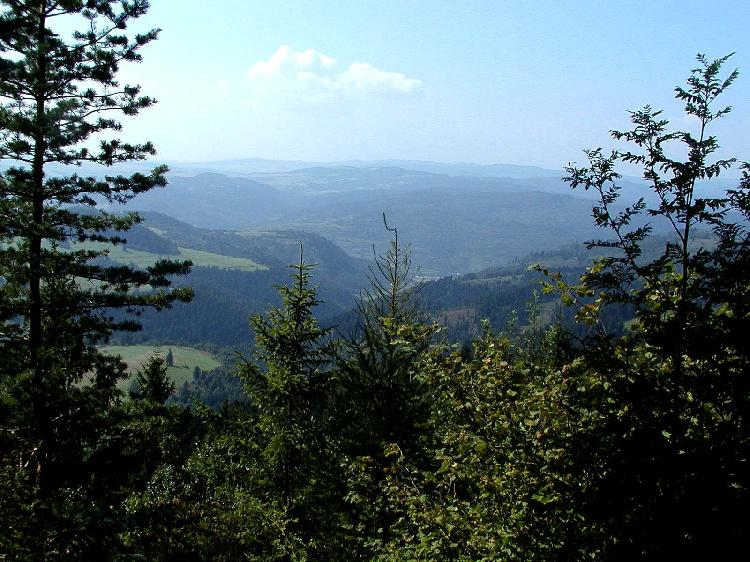
Левочске-Врхи

Чьерна (словац. Čierna hora) — гора на территории Спиша в восточной Словакии. Самая высокая точка горного массива Левочске-Врхи, части Подгуольно-Магурской гряды. Расположена в центральной части горного массива.
Высота горы Чьерна — 1289,4 м, по другим данным — 1291 м. Наиболее высокие горы, расположенные рядом, — Симин (1287 м), И́гла (1282 м), Реписко (1250 м), Копа (1230 м), Яворина (1224 м), Марианская гора (781 м).
Покрыта, в основном, еловыми лесами. На юго-западной и южной стороне горы сохранились участки буковых и дубовых лесов с примесью пихты.
Туристические дороги — отсутствуют. Подъезд до подъёма на гору у деревни Игляни, район Кежмарок Прешовского края.
Вершина горы находится на территории военного полигона Яворина, который принадлежит словацкой армии.